# WTB-Plan
Unter dem Titel WTB-Plan wurde ein im Januar 1932 vorgestelltes Programm aktiver Konjunkturpolitik und Arbeitsbeschaffung in der Weltwirtschaftskrise bekannt, das vor allem von gewerkschaftlicher Seite (ADGB) getragen wurde. Es ist nach den Initialen seiner Hauptproponenten Wladimir Woytinsky, Fritz Tarnow und Fritz Baade benannt.

## Vorgeschichte
Angesichts der dramatischen Verschärfung der Weltwirtschaftskrise und der verbreiteten Unzufriedenheit mit der in Deutschland vorherrschenden Politik der Deflation eröffnete der Leiter der statistischen Abteilung im ADGB, Wladimir Woytinsky, im Juniheft 1931 der Zeitschrift Die Arbeit eine Debatte über Aktive Wirtschaftspolitik. Zu diesem Zeitpunkt waren über vier Millionen Bürger ohne Arbeit, was einer Arbeitslosenquote von rund 21,9 % (nach Dietmar Petzina) entsprach. Woytinsky wandte sich gegen eine passive, „meteorologische“, Einstellung zu Konjunkturproblemen, trat für eine internationale Hebung der Preise ein, skizzierte aber auch ein nationales Aktionsprogramm zur Belebung der deutschen Wirtschaft. Er hatte dabei die Rückendeckung des Vorsitzenden der Holzarbeitergewerkschaft Fritz Tarnow. Hier liegen die Ursprünge des WTB-Plans.

„Nun stehen wir ja allerdings am Krankenlager des Kapitalismus nicht nur als Diagnostiker, sondern auch – ja, was soll ich da sagen? – als Arzt, der heilen will?, oder als fröhlicher Erbe, der das Ende nicht erwarten kann und am liebsten mit Gift noch etwas nachhelfen möchte? Diese Doppelrolle, Arzt und Erbe, ist eine verflucht schwierige Aufgabe.“

Im September 1931 befasste sich eine Geheimkonferenz der Friedrich List-Gesellschaft ebenso mit Konjunkturprogrammen – hier stellte Wilhelm Lautenbach, Regierungsrat im Reichswirtschaftsministerium, seinen Plan vor (Lautenbach-Plan).
Innerhalb der SPD-Fraktion trat vor allem deren Landwirtschaftssprecher Fritz Baade für aktive Konjunkturpolitik ein. In einer Konferenz am 23. Dezember 1931 befasste sich der ADGB-Vorstand mit einem Papier, das bereits im Wesentlichen dem WTB-Plan entsprach und in dem die Beschäftigung von einer Million Arbeitsloser durch öffentliche Arbeiten gefordert wurde. Die Finanzierung sollte dabei durch die Reichsbank gesichert werden.

## Widerstände in der SPD
Am 26. Januar 1932 wurde der WTB-Plan vorgestellt, trug die Unterschrift Fritz Tarnows und wurde im April 1932 vom ADGB formell beschlossen. Der Plan fand aber in der Führungsspitze der deutschen Sozialdemokratie nur wenig Gegenliebe. Sowohl der Fraktionschef Rudolf Breitscheid als auch Parteichef Otto Wels und die Wirtschaftsexperten Rudolf Hilferding und Fritz Naphtali zeigten sich skeptisch. Einerseits ging es dabei offenbar um den Eingriff des ADGB in die wirtschaftspolitische Kompetenzsphäre der Partei und um die fehlende Bereitschaft, „Arzt am Krankenbett des Kapitalismus zu spielen“, andererseits um die Sorge vor Inflation. Als Kompromiss wurde die Finanzierung durch eine „volkstümliche Anleihe“ anvisiert. Die SPD versäumte es aber, mit einem populären Programm der Arbeitsbeschaffung, vergleichbar dem von der NSDAP propagierten „Sofortprogramm“ Gregor Strassers, in den Wahlkampf zur Reichstagswahl vom 31. Juli 1932 zu gehen. Dass diese mit einer Verdoppelung der Stimmen- und Mandatszahl der Hitler-Partei endete, wird von zahlreichen Beobachtern darauf zurückgeführt, dass keine demokratische Partei sich des Themas der aktiven Konjunkturpolitik annahm.

## Nachwirkungen
Im Laufe des Jahres 1932 wurde das Thema Arbeitsbeschaffung stetig durch die Nationalsozialisten vereinnahmt. Dadurch sahen sich die Gewerkschaften in ihrem Anliegen mehr und mehr in einer Zwicklage. Im April 1932 konsolidierte der ADGB seine Forderungen zu Arbeitsbeschaffung beim sogenannten Krisenkongress. Der Gewerkschaftsbund stellte damit das Kabinett Brüning und auch die SPD-Reichstagsfraktion unter Druck, politische Maßnahmen zur Arbeitslosigkeitsbekämpfung endlich durchzuführen. Nachdem das Kabinett Brüning II am 1. Juni 1932 zurückgetreten war, versuchten der ADGB und die SPD einen Kompromiss zu finden. Unter den Regierungen Papen und Schleicher wurden alsbald erste Arbeitsbeschaffungsmaßnahmen vorbereitet. Im August 1932 brachte schließlich die SPD im Reichstag einen Antrag zur Arbeitsbeschaffung ein.
Im Rahmen der Borchardt-Kontroverse in den 1980er Jahren wurde auch um den WTB-Plan gestritten.  